# Qaradağlı (Füzuli)
Qaradağlı (eingedeutscht Garadaghli) ist ein Dorf im Rayon Füzuli von Aserbaidschan. Zu unterscheiden ist die Ortschaft vom gleichnamigen Dorf in der Provinz
Xocavənd.

## Geographische Lage und Geschichte
Qaradağlı liegt an den östlichen Ausläufern des Karabachgebirges ca. 11 Kilometer südwestlich der Provinzhauptstadt Füzuli. Die Ortsbezeichnung stammt vom Namen des Khanats Karadach. Gegründet wurde das Dorf von den Kizilbaschen. Sie waren ein Aserbaidschanisch sprechender türkischstämmiger Stamm, der Ende des 15. Jahrhunderts und im 16. Jahrhundert eine herrschende Elite im Iran bildeten.
Nach der Eroberung des Südkaukasus durch das Russische Zarenreich Anfang des 19. Jahrhunderts wurde Qaradağlı Teil der Ujezd Cəbrayıl, der zum Gouvernement Elisawetpol (heute Gəncə) gehörte. Aus den statistischen Angaben der Zarenregierung geht hervor, dass im Dorf im Jahr 1886 mehr als 200 Menschen lebten, alle Aserbaidschaner. Sie waren hauptsächlich in der Landwirtschaft tätig.
Mit der Gründung der Provinz Füzuli im Jahr 1930 wurde Qaradağlı Teil dieses Rayons.
Im Zuge des Ersten Bergkarabachkrieges (1992–1994) wurde die Ortschaft im August 1993 von armenischen Truppen besetzt. 27 Jahre später, am 15. Oktober 2020, haben die aserbaidschanischen Streitkräfte das Dorf zurückerobert. Ähnlich wie die übrigen einst besetzten Dörfer von Füzuli liegt auch Qaradağlı in Ruinen. Während der Besatzungszeit wurden sämtliche Wohnhäuser und der Friedhof komplett zerstört.